# Marianne Mendoza-Diallo
Marianne Mendoza-Diallo (née en 1959) est une athlète sénégalaise.

## Carrière
Marianne Mendoza-Diallo remporte aux Championnats d'Afrique de 1984 et aux Championnats d'Afrique de 1985 en saut en longueur. 